# Yangmu
Yangmu (kinesiska: 杨木, 杨木乡) är en socken i Kina. Den ligger i provinsen Heilongjiang, i den nordöstra delen av landet, omkring 450 kilometer öster om provinshuvudstaden Harbin. Antalet invånare är 18 459. Befolkningen består av 9 041 kvinnor och 9 418 män. Barn under 15 år utgör 14,0 %, vuxna 15-64 år 78 %, och äldre över 65 år 7,0 %.
Genomsnittlig årsnederbörd är 781 millimeter. Den regnigaste månaden är juli, med i genomsnitt 161 mm nederbörd, och den torraste är januari, med 6 mm nederbörd.